# Исаилович, Боян
Илон Исаев (серб. Бојан Исаиловић; 25 марта 1980, Белград, СФРЮ) — сербский футболист, вратарь. Выступал в сборной Сербии.

## Клубная карьера
Боян Исаилович начал свою карьеру в белградской «Црвене Звезде». В 2001 году он перешёл в «Рад», откуда сразу же был отдан в аренду в «Срем», где провёл 17 матчей. После возвращения из аренды он не получил место в основном составе клуба, и играл нерегулярно, сыграв за два года только 21 матч. В 2005 году Боян перешёл в «Севойно», где стал основным вратарём команды. В 2007 году Исаилович подписал контракт с клубом «Чукарички», где в 2008 году стал лучшим вратарём в сербской лиге.
В зимнее трансферное окно сезона 2008/09 Боян Исаилович переходит в турецкий «Генчлербирлиги», а по окончании сезона возвращается в «Чукарички». Но из-за конкуренции в составе Боян решает уйти из сербского клуба.
Сербским вратарём интересовались такие клубы, как «Партизан» и «Спартак-Нальчик», предлагая более выгодные условия контракта. Но 6 января 2010 года Боян подписал трёхлетний контракт с польским «Заглембе» из Любина.

## Международная карьера
Боян Исаилович дебютировал в составе сборной Сербии 14 декабря 2008 года в товарищеском матче со сборной Польши. Исаилович защищал ворота сборной в первом тайме, а затем был заменён на Владимира Стойковича. Второй матч за сборную Исаилович провёл в апреле 2009 года со сборной Швеции, заменив на 37 минуте травмированного Владимира Дишленковича. Также Исаилович играл в отборочном матче чемпионата мира против сборной Северной Ирландии.
Исаилович был включён Радомиром Античем в состав сборной Сербии на чемпионат мира 2010.

## Достижения

### Личные
- Лучший вратарь первой половины сезона в сербской лиге: 2008[10]